# Регистарске ознаке у Сан Марину
Садашње регистарске таблице Сан Марина су беле са плавим цифрама, обично словом праћеним до четири броја. Лево од ових фигура је приказан државни грб Сан Марина . Нека возила такође носе међународни идентификациони код возила „RSM“ у црној боји на белој овалној налепници. Од 2004. постале су доступне и прилагођене регистарске таблице.

## Специјалне таблице
| Код              | Тип                                | Слика |
| ---------------- | ---------------------------------- | ----- |
| CD               | Дипломатски кор                    |       |
| CRS              | Црвени крст                        |       |
| GE               | Жандармерија                       |       |
| POLIZIA          | Цивилна полиција, Guardia di Rocca |       |
| PROVA            | Тестови                            |       |
| R                | Приколица                          |       |
| VU               | Вигили Урбани                      |       |
| Година налепница | Привремени                         |       |